# 경음과 연음
경음(硬音, fortis)과 연음(軟音, lenis)은 음운의 구분되는 자질의 하나이다. 언어학에서 경음은 fortis라고 하며 이 단어는 라틴어로 strong이란 뜻이며 더 긴장된 소리(tense, 긴장음)라는 의미이다. 언어학에서 연음이란 lenis이며 이 단어는 라틴어로 weak이라는 뜻이며 더 이완된 소리(lax, 이완음)라는 의미이다.

경음과 연음의 일반적인 경향성은 경음은 "대부분 무성음, 길게 발음함, 강하게 발음함, 유기음, 성문음화(glottalized)한 경우가 많다"인 반면, 연음은 "대부분 유성음, 짧게 발음함, 약하게 발음함, 무기음, 성문음화되지 않음"이다.

## 영어
영어에서 '/p/와 /b/', '/t/와 /d/', '/k/와 /ɡ/' 등이 경음(fortis)과 연음(lenis) 짝이다. 즉, 비슷한 두 개의 소리 중 긴장도(tenseness)가 더 높은 소리가 fortis, 긴장도가 더 낮은 소리가 lenis이다.

## 한국어
한국어 등의 언어에서는 파열음과 마찰음의 긴장도에 관한 것으로, 긴장도가 높은 쪽이 경음, 낮은 쪽이 연음이다.
한국어에서 경음이란, 성문의 긴장을 동반한 소리다. 경음에서는 기식이 존재하지 않으며 예사소리(평음)보다 성문의 긴장도가 더 강하다.
경음으로 분류되는 한국어 음소로는 ㄲ, ㄸ, ㅃ, ㅆ, ㅉ가 있으며 국제음성기호로는 [ k˭ ], [ t˭ ], [ p˭ ], [ s˭ ], [ t͡ɕ˭(남) 또는 t͡s˭(북) ]으로 나타낸다.

## 같이 보기
- 된소리
- 긴장도 (tenseness)
- 유성음
- 무성음
- 유기음
- 무기음
- 성대진동 시작 시간 (voice onset time)
- 성문음 (glottal consonant)